# L'Enfant allemand
L'Enfant allemand (titre original : Tyskungen) est un roman policier de Camilla Läckberg, publié en Suède en 2007. La version française paraît le 5 janvier 2011 aux éditions Actes Sud dans la collection Actes noirs.

## Résumé
Patrick Hedström prend son congé de paternité pour s'occuper de sa fille Maja et laisser sa femme Erica reprendre l'écriture de son roman. En cherchant dans son grenier, Erica tombe sur une malle appartenant à sa mère décédée, celle-ci contient des dessins d'Erica et Anna enfants, les journaux intimes de sa mère, Elsy, datant de la guerre, une brassière de bébé avec du sang et une médaille nazie.
Erica essaye de comprendre la présence de cette médaille nazie dans les affaires de sa mère. Elle se renseigne auprès de Erik Frankel collectionneur d'objets de la Seconde Guerre mondiale qui doit la tenir au courant lorsqu'il aura une piste sur la provenance de cette médaille. Mais quelques mois plus tard, deux adolescents entrent par effraction dans la maison d'Erik Frankel pour lui dérober quelques pièces de sa collection. Et il retrouve un cadavre dans la bibliothèque, qui se trouve là depuis plusieurs semaines… Bertil Mellberg, Martin Molin, Gösta et Paula Morales (la nouvelle recrue) enquêtent sur le meurtre.

## Personnages
Erica Falck : romancière, biographe, elle vit avec Patrick Hedström. Ils ont une fille de 8 mois : Maja.
Patrick Hedström : mari d'Erica Falck. Il est policier/inspecteur au commissariat de Tanumshede. En congé parental
Anna Maxwell : sœur d'Erica, un peu plus jeune. Elle a deux enfants : Emma et Adrian.
Dan  : nouveau compagnon de Anna
Bertill Mellberg : commissaire principal du commissariat de Tanumshede.
Martin Molin : inspecteur en chef ad interim
Annika Jansson : secrétaire au commissariat. Elle est aussi spécialiste des archives et de psychologie. C'est la bonne copine, celle à qui rien n'échappe et jamais à court de conseils pour ses collègues surtout Patrick.
Paula Morales : policière/enquêteuse. Nouvellement arrivée dans le commissariat de Tanumshede, elle succède à l'ancienne enquêtrice Hanna Kruse (voir épisode précédent).
Johanna : compagne de Paula.
Rita Morales : mère de Paula, exilée du Chili
Gösta Flygare : enquêteur un peu fainéant.
Tord Pedersen : médecin légiste.
Per Ringholm : son petit-fils
 Hilma et Elof Mostrom : grand-père de Erica
 Elsy  : mère de Erica
 Frans Ringholm : délinquant multi récidivistes adhérent aux idées néonazies
 Kjell Ringholm : son fils, journaliste
 Carina : son ex femme
 Erik Frankel : expert de la Seconde Guerre mondiale
 Axel Frankel : frère de Erik, ayant été emprisonné pendant la Seconde Guerre mondiale, par la suite, fera partie des enquêteurs pourchassant les criminels de guerre nazis exilés et cachés 
 Britta & Herman Johansson: complète le quatuor suédois 
 Hans Olavsen: résistant norvégien ayant été recueilli par la famille Mostrom

## Éditions

### Édition originale suédoise
- Tyskungen, Stockholm, Forum, 2007

### Éditions en français

#### Édition imprimée originale
- Camilla Läckberg (trad. du suédois par Lena Grumbach), L'Enfant allemand [« Tyskungen »], Arles, éd. Actes Sud, coll. « Actes noirs », 5 janvier 2011, 455 p., 24 cm (ISBN 978-2-7427-9467-6, BNF 42365748)

#### Livre audio
- Camilla Läckberg (trad. du suédois par Lena Grumbach), L'Enfant allemand [« Tyskungen »], Paris, éd. Audiolib, 8 juin 2011 (ISBN 978-2-35641-292-8, BNF 42446725)Texte intégral ; narrateur : Éric Herson-Macarel ; support : 2 disques compacts audio MP3 ; durée : 16 h 25 min environ ; référence éditeur : Audiolib 25 0328 2.

#### Édition en gros caractères
- Camilla Läckberg (trad. du suédois par Lena Grumbach), L'Enfant allemand [« Tyskungen »], Cergy, éd. À vue d'œil, coll. « 16-17 : suspense », 15 février 2012, 884 p., 24 cm (ISBN 978-2-84666-681-7, BNF 42613167)Édition présentée en deux volumes indissociables.

#### Édition au format de poche
- Camilla Läckberg (trad. du suédois par Lena Grumbach), L'Enfant allemand [« Tyskungen »], Arles, éd. Actes Sud, coll. « Babel noir » (no 121), 5 novembre 2014, 601 p., 18 cm (ISBN 978-2-330-03738-3, BNF 44223423)

## Adaptation à la télévision
- 2013 : L'Enfant allemand (Tyskungen), épisode 5, saison 1 de la série télévisée suédoise Les Enquêtes d'Érica (Fjällbackamorden), avec Claudia Galli (Erica) et Richard Ulfsäter (Patrik)